# M27

Lägeskarta

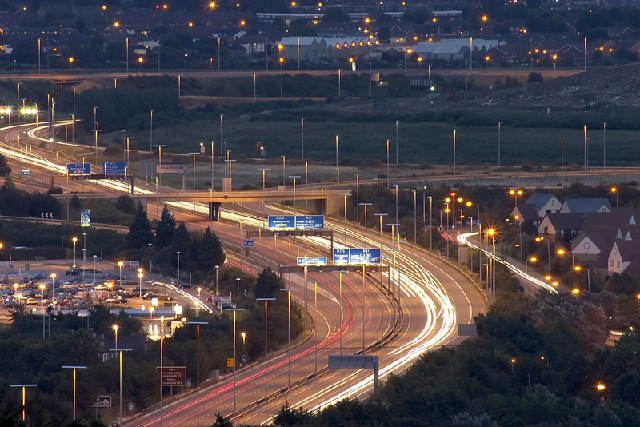
M27 sedd från Portsdown Hill

M27 är en motorväg i Storbritannien som går mellan Cadnam och Portsmouth på engelska sydkusten, via Southampton. Den binder hop motorvägarna M3, M271 och M275.